# Договор за Дядо Коледа
„Договор за Дядо Коледа“ (на английски: The Santa Clause) е американска коледна трагикомедия от 1994 г. по сценарий на Лео Бенвенути и Стив Рудник, и е режисиран от Джон Паскуин. Това е първият филм от филмовата поредица „Договор за Дядо Коледа“, във филма участва Тим Алън в ролята на Скот Калвин.
Филмът е пуснат на 11 ноември 1994 г., спечели 189 млн. долара и получи позитивни отзиви от критиците. Последван е от две продължения – „Договор за Дядо Коледа 2“ (2002) и „Договор за Дядо Коледа 3: Избягалият Дядо Коледа“ (2006), които също са финансово успешни.

## Актьорски състав
| Актьор           | Роля                      |
| ---------------- | ------------------------- |
| Тим Алън         | Скот Калвин / Дядо Коледа |
| Ерик Лойд        | Чарли Калвин              |
| Уенди Крюсън     | Лора Милър                |
| Джъдж Рейнхолд   | Д-р Нийл Милър            |
| Дейвид Кръмхолц  | Елфът Бърнард             |
| Пейдж Тамада     | Елфът Джуди               |
| Питър Бойл       | Господин Уитъл            |
| Лари Брандънбърг | Детектив Нънцио           |
| Джейн Истууд     | Сервитьорката Джуди       |
| Кени Вадас       | Водачът на Е. Л. Ф. С.    |
| Крис Бенсън      | Файърман О'Хара           |
| Мери Грос        | Госпожа Даниелс           |
| Джойс Гай        | Директор Комптън          |
| Джудит Скот      | Сюзън Пери                |
| Стив Винович     | Д-р Пийт Новос            |
| Табита Лупиен    | Момиче от балета          |
| Лаклан Мърдок    | Хлапето от таксата        |
| Джон Паскуин     | Шести Дядо Коледа         |
| Франк Уелкър     | Елен (глас)               |
| Кериган Махан    | Елен (глас)               |

## В България
В България филмът е пуснат на VHS от Александра Видео през 2000 г. Дублажът е нахсинхронен, записан в Бояна Филм.
| Обработка           | Фирма "Балкан Импорт-Експорт" в Бояна Филм |
| ------------------- | --- |
| Ролите дублират     | Васил Бъчваров Пламен Цветанов Ани Василева Борис Чернев Силви Стоицов Даринка Митова Соня Костадинова Мария Танчева Петър Димов Димитър Милушев Димитър Тонев Андрей Велчев Сава Пиперов |
| Превод              | Венета Янкова |
| Редактор            | Наталия Пенева |
| Организатор         | Марияна Карчева |
| Монтаж              | Зоя Кирчева |
| Продуцент           | Венета Янкова |
| Звукорежисьор       | Момчил Божков |
| Режисьор на дублажа | Елена Попова |

На 24 декември 2003 г. е излъчен по Канал 1.
През 2007 г. е излъчен по bTV.